# Снук, Сезар
Сезар Шарль Снук (фр. César Charles нидерл. Snoeck; 1834—1898) — бельгийский коллекционер музыкальных инструментов, адвокат.

## Биография
Жил и работал в Генте (где его дом, памятник архитектуры рококо, до сих пор называется Hotel Snoeck) и в небольшом фламандском городе Ронсе (где его именем впоследствии был назван проспект).
Часть коллекции Снука, включавшая 1145 инструментов, составила в 1902 г. важнейшее приобретение берлинского Музея старинных музыкальных инструментов. Как отмечают авторы путеводителя «Ранние клавишные инструменты в европейских музеях», «Снук должен был быть достойным изумления собирателем: помимо собрания, ушедшего в Берлин, ещё часть отправилась в Брюссельский музей и третья — в Санкт-Петербург» (в Музыкально-исторический музей, созданный Константином Штакельбергом, — 363 инструмента).